# Sapodilla Lagoon
Sapodilla Lagoon är en lagun i Belize. Den ligger i distriktet Stann Creek, i den sydöstra delen av landet, 70 km sydost om huvudstaden Belmopan.